# آلکساندر بارسقیان
آلکساندر سرگئی بارسقیان (ارمنی: Ալեքսանդր Բարսեղյան؛  زادهٔ ۱۰ ژانویهٔ ۱۹۲۹ - درگذشته ۷ سپتامبر ۲۰۱۱) نمایشنامه‌نویس، کارگردان اهل ارمنستان بود. وی بین سال‌های ۱۹۵۳ تا ۲۰۱۱ میلادی فعالیت می‌کرد.

## زندگی‌نامه
وی در ۱۰ ژانویهٔ ۱۹۲۹ در باتومی به دنیا آمد و از انستیتو دولتی تئاتری خارکیف فارغ‌التحصیل گشت. همچنین برندهٔ جوایزی همچون مدال کارگر ممتاز، نشان پرچم سرخ کار، چهره هنری شایسته اوکراین، هنرمند مردمی اوکراین، هنرمند مردمی اوکراین شوروی، نشان پوشکین، چهره هنری شایسته اوکراین شده‌است. وی در ۷ سپتامبر ۲۰۱۱ در سن ۸۲ سالگی در خارکوف درگذشت.

## یادداشت
1. ↑  դրամատուրգ
2. ↑  թատերական ուսուցիչ
3. ↑  Խարկովի պետական թատրերական ինստիտուտ